# Lindsay (Kalifornija)
Lindsay je grad u američkoj saveznoj državi Kalifornija. Prema popisu stanovništva iz 2010. u njemu je živjelo 11.768 stanovnika.